# Sungai Tonang
Sungai Tonang is een bestuurslaag in het regentschap Kampar van de provincie Riau, Indonesië. Sungai Tonang telt 1883 inwoners (volkstelling 2010).